# Râul Strâmba, Tur
Râul Strâmba este un râu afluent al râului Tur. 